# Берёзовая гора (Хакасия)
Берёзовая гора — наивысшая отметка Косинского хребта. Находится в центральной части хребта на границе между Боградским и Усть-Абаканским районами Хакасии и возвышается над уровнем моря на 1142 метра. Склоны крутые (до 30°), покрыты берёзово-лиственничным лесом. У подножья южного склона выделяются скалы-останцы высотой около 10 м. На восточном склоне бьёт ключ, дающий начало ручью, который течет по логу и теряется в карстующихся породах.